# 보 브룬딘
보 브룬딘(Bo Brundin, 1937년 4월 25일 ~ 2022년 9월 4일)은 스웨덴의 배우이다.
스웨덴 웁살라에서 태어나 웁살라에서 사망했다.

## 출연

### 영화
- 마지막 만찬 (1991년)
- 타이타닉 인양 (1980년)
- 지구의 대참사 (1979년)
- 야망의 계절 (1976년)
- 그레이트 왈도 페퍼 (1975년)
- 헤드리스 아이즈 (1971년)

### 텔레비전
- 원더우먼 (1975년)
- 유물 (1978, The Word)